# Épargne salariale
L'épargne salariale est un système d'épargne collective mis en place au sein de certaines entreprises.

## Les montants annuels et dispositifs d'épargne salariale
L'épargne salariale est un phénomène important en France. Elle représentait en 2005 une distribution annuelle (donc un supplément) de 14,5 milliards d'euros pour 6,6 millions de personnes. Cette distribution a d'abord nettement progressé ; elle s'est stabilisée ces dernières années, du fait de la crise économique, puisqu'elle est passée de 88,6 milliards d'euros en 2010 à 85,3 milliards d'euros (soit -3,5 %), en 2011. 
Sous ce terme sont réunis en réalité des procédés juridiques et financiers différents :
- la participation aux bénéfices ;
- l'intéressement ;
- l'achat d'actions par les salariés, notamment lors de la privatisation de leur entreprise (ORS) ;
- l'attribution gratuite d'actions aux salariés (PAGA) ;
- les plans d'épargne salariale stricto sensu.

### Participation aux bénéfices (France)
Née d'une ordonnance de Charles de Gaulle de 1967, la participation aux bénéfices est obligatoire pour les entreprises de plus de 50 salariés. Il s'agit de redistribuer aux salariés une partie du bénéfice, selon une formule fixée par la loi. La somme ainsi calculée est nommée « réserve spéciale de participation ».
La participation fait l'objet d'un accord entre l'entreprise et les salariés ou leurs représentants (délégués syndicaux, élus du personnel ou comité d'entreprise). L'accord fixe notamment les modes de répartition de la réserve entre les salariés. La répartition peut être proportionnelle au salaire, à la durée de présence, ou encore uniforme.
L'accord précise aussi les choix disponibles au niveau du placement : plan d'épargne entreprise (PEE), PERCO, compte courant bloqué (CCB). 
Le CCB est un compte à disposition de l'entreprise pour sa trésorerie, jusqu'à échéance, rémunéré sous forme d'intérêts capitalisés chaque année, à un taux fixé par l'accord. En cas de non accord, les intérêts sont payés chaque année à date anniversaire du versement, aux salariés, et la durée de blocage est portée à 8 ans.    
Les sommes ainsi placées sont indisponibles pendant cinq ans à partir du versement, soit jusqu'au 1er avril de la 5e année si le versement a eu lieu le 1er avril (La date de versement est généralement un mois plus tard, le 1er mai, depuis 2008).   
Il existe un certain nombre de cas de déblocage anticipés. En 1994 et en 2004, Nicolas Sarkozy, ministre de l'économie et des finances, a choisi par deux fois de permettre un déblocage anticipé de la participation, afin de doper la consommation des ménages. En 2005, un nouveau déblocage exceptionnel a été autorisé par le premier ministre, Dominique de Villepin[réf. nécessaire]. En 2008 puis 2013 ce sont les présidents Nicolas Sarkozy puis François Hollande qui ont permis de même un déblocage anticipé de l'épargne salariale, dans la limite de 20 000 euros, et sous condition de dépenses, pour François Hollande.

### Intéressement
L'intéressement est une formule facultative, utilisée pour motiver le personnel et l'intéresser à la performance de l'entreprise. Il est conditionné à un objectif à atteindre pour l'entreprise : chiffre d'affaires, bénéfice, etc.
Le système est né d'une ordonnance de 1959, modifiée en 1986.
Comme pour la participation, l'intéressement fait l'objet d'un accord entre l'entreprise et les salariés ou leurs représentants. Cet accord fixe notamment la formule de calcul et les modalités de répartition, qui sont identiques à la participation (répartition en fonction du salaire, à la durée de présence, ou uniforme).
Soit le salarié choisit d'être payé immédiatement de la somme définie soit il choisit de la placer pour 5 ans. À défaut de choix formulé par le salarié, le paiement direct s'applique ; mais c'est seulement dans ce dernier cas qu'on peut parler d'épargne salariale. 
La loi de 2006 crée un intéressement de projet susceptible de profiter aux salariés de plusieurs entreprises mobilisées sur un chantier commun.
L'intéressement des salariés n'est utilisé que dans 10 % des petites et moyennes entreprises (PME), selon le Medef.
L’intéressement, facultatif, est mis en place par un accord conclu avec les salariés, valable trois ans. Son montant est calculé sur la base d’objectifs à atteindre (chiffre d’affaires, délais, indice qualité…). "Les critères de calcul doivent orienter les efforts à fournir, et prévoir la répartition des résultats", précise Luc Chandesris. S’il reste bloqué pendant cinq ans sur un plan d’épargne, l’intéressement n’est pas imposable. Autre atout, cette fois pour l’entreprise : les fonds attribués bénéficient de la même fiscalité que la participation (hors PPI). Enfin, depuis la loi du 26 juillet 2005, l’intéressement est accessible aux dirigeants d’entreprises de moins de 100 salariés, et au conjoint, collaborateur ou associé[réf. nécessaire].

### Privatisation et actionnariat salarié
L'actionnariat salarié lors de la privatisation est régi par la loi no 86-912 du 6 août 1986, modifiée par la loi no 93-923 du 19 juillet 1993[réf. nécessaire].
Lors d'une privatisation — totale ou partielle — avec mise sur le marché, 10 % des titres cédés par l'État doivent être prioritairement réservés aux salariés et anciens salariés (à condition que ces derniers justifient d'un contrat de travail d'une durée d'au moins 5 ans) de l'entreprise et de ses filiales. Si la demande des salariés excède ces 10 %, le nombre des titres attribués à chaque salarié est réduit en fonction des demandes.
Les salariés intéressés peuvent participer soit directement, soit par l'intermédiaire d'un FCPE. Le salarié ne peut acquérir des actions que pour un montant inférieur à cinq fois le plafond annuel de la sécurité sociale.
Les salariés peuvent bénéficier d'un rabais de 20 % au maximum par rapport au prix le plus bas proposé au même moment aux autres souscripteurs de l'opération. Si un rabais est consenti, les titres ainsi acquis ne peuvent être cédés avant un délai de deux ans.
L'État peut accorder des délais de paiement aux salariés, ces délais de paiement ne pouvant excéder deux ans. En revanche, l'entreprise peut proposer un délai supplémentaire. Les actions ne peuvent être cédées avant leur paiement intégral.
Le salarié peut bénéficier d'actions gratuites (une action gratuite pour une détenue au maximum) s'il conserve les actions au moins un an après la date à laquelle elles sont devenues cessibles.
Si les actions sont affectées à un PEE, le salarié peut bénéficier d'un abondement de l'entreprise, d'une prise en charge des frais de gestion du portefeuille et des droits de garde. Dans ce cas, la fiscalité applicable aux actions est celle applicable au PEE.

### Plans d'épargne salariale

#### Plan d'épargne entreprise
Le plan d'épargne entreprise (PEE), créé en 1967, est un dispositif d'épargne que toute entreprise peut mettre en place via un accord avec les partenaires sociaux ou par une décision unilatérale de l'employeur.
Les salariés peuvent effectuer des versements volontaires que leur entreprise peut compléter par un abondement qui est toujours facultatif. Celui-ci est au maximum de 300 % du versement du salarié et est plafonné, pour l'année 2012, à 2 909,76 euros par an et par salarié (ce montant peut être majoré de 80 % pour un investissement en titres de l'entreprise). 
La participation peut être investie dans le PEE. C'est aussi le cas pour l'intéressement. Dans ce cas, l'intéressement est exonéré d'impôt sur le revenu.
Les supports d'investissements sont très variés, actions détenues en direct ou OPCVM (organisme de placement collectif en valeurs mobilières) :
- OPCVM diversifiés : il s'agit d'un panier d'actions, sans qu'une valeur soit surreprésentée ;
- OPCVM d'actionnariat salarié : ce type de fonds est majoritairement investi en titres de l'entreprise ;
- titres de l'entreprise détenus en direct ;
- placement des sommes dans des comptes courants bloqués, rémunérés à un taux garanti.

Ainsi, les fonds peuvent être investis en actions, en obligations, en devises. 
Le PEE peut également servir de support à une augmentation de capital : dans ce cas, les salariés peuvent bénéficier, en plus de l'abondement, d'une décote - ou d'un rabais sur les actions non cotées - qui peut atteindre 20 %, ou 30 % lorsque les titres restent bloqués 10 ans. Cette décote est totalement exonérée, même des prélèvements sociaux. Ces conditions avantageuses représentent la contrepartie d'un risque accru puisque l'épargne du salarié sera investie sur un seul titre.
Les sommes versées sur le PEE sont bloquées pendant 5 ans, mais le législateur a prévu de nombreux cas de déblocages anticipés. Il est d'ailleurs possible pour le salarié de conserver son épargne au-delà des 5 ans. Dans ce cas, elle est disponible à tout moment et continue à bénéficier de la fiscalité attractive.

#### Plan d'épargne interentreprises
Le plan d'épargne interentreprises (PEI), créé en 2001, est simplement la déclinaison du PEE au niveau inter-entreprises : plusieurs entreprises, appartenant à une même branche, un même bassin d'emploi, ou un même secteur d'activité, peuvent décider de se mettre ensemble pour créer un plan d'épargne commun. 
Le PEI présente les mêmes caractéristiques que le PEE, excepté qu'il ne peut servir de support à l'actionnariat salarié : il n'est pas possible d'y loger des titres de son entreprise, ni des fonds majoritairement investis en titres de l'entreprise. Il ne peut recevoir que des fonds diversifiés.

#### Plan d'épargne retraite (PER) d'entreprise collectif
Le plan d'épargne pour la retraite collectif (PERCO), créé en 2003, est un plan d'épargne retraite en entreprise. Les sommes sont bloquées jusqu'au départ à la retraite. Il peut être alimenté par la participation, l'intéressement, les versements volontaires, et l'abondement de l'entreprise (lorsqu'elle est versée dans un PERCO, la participation peut être abondée). Le plafond de l'abondement est doublé par rapport au PEE et au PEI : 5 819,52 euros par an et par salarié (valeur pour 2012) soit 16 % du PASS (plafond de la Sécurité sociale) contre 8 % du PASS pour le PEE. 
En effet, le décret no 2011-2082 du 30 décembre 2011 relatif aux modalités de détermination du plafond annuel de la sécurité sociale (PASS), permet de mettre à jour les différents plafonds relatifs à l'épargne salariale.
À l'instar du PEI, le PERCO ne peut pas servir de support à l'actionnariat salarié : il n'est pas possible d'y loger des titres de son entreprise, ni des fonds majoritairement investis en titres de l'entreprise ; il ne peut recevoir que des fonds diversifiés. 
Le PERCO peut aussi être mis en place entre plusieurs entreprises, sur le modèle du PEI : on parlera alors de PERCO-I.
Le PERCO est devenu PER d'entreprise collectif depuis la loi Pacte du 22 mai 2019.

## Déblocage anticipé
Concernant la participation, le PEE, le PEI, les fonds placés en épargne sont bloqués pour cinq ans. Toutefois, il existe un certain nombre de cas donnant droit à un déblocage anticipé: 
- mariage ou conclusion d'un pacte civil de solidarité par l'épargnant ;
- arrivée d'un troisième enfant et au-delà (naissance ou adoption) ;
- divorce ou dissolution d'un PACS, prévoyant la résidence d'un enfant au domicile de l'épargnant ;
- victime de violence conjugale ;
- invalidité de 2e ou 3e catégorie de l'épargnant, de son conjoint (par mariage ou PACS) ou d'un enfant ;
- décès de l'épargnant ou du conjoint ;
- cessation du contrat de travail ;
- création d'entreprise par l'épargnant, le conjoint ou un enfant ;
- installation en vue de l'exercice d'une profession non salariée ;
- acquisition de parts sociales d'une société coopérative ouvrière de production (SCOP) ;
- acquisition ou agrandissement de la résidence principale ou sa remise en état après une catastrophe naturelle ;
- rénovation énergétique de la résidence principale ;
- surendettement de l'épargnant ;
- activité de proche aidant exercée par le titulaire, ou son époux(se) ou partenaire de PACS ;
- achat d'un véhicule à faible émission de gaz à effet de serre.

La demande est en général à effectuer dans les six mois après l'événement. Il n'est possible de débloquer que les avoirs investis avant l'événement permettant le déblocage.
En raison d'un horizon de placement plus lointain (le départ à la retraite), le PERCO a des cas de déblocage anticipés moins nombreux : 
- décès de l’épargnant, de son conjoint, ou de son partenaire dans le cadre d'un PACS ;
- expiration des droits à l’assurance chômage de l’épargnant ;
- invalidité de l’épargnant, de ses enfants, de son conjoint, ou de son partenaire dans le cadre d'un PACS ;
- surendettement de l’épargnant ;
- affectation des sommes épargnées à l’acquisition de la résidence principale ou sa remise en état à la suite d’une catastrophe naturelle.

## Exonérations sociales et fiscales
Ces trois dispositifs - participation, intéressement et épargne salariale - bénéficient d'exonérations sociales et fiscales. Ce qui, pour les entreprises, fait tout leur intérêt.

### Exonérations de cotisations sociales
Ces trois dispositifs bénéficient d'exonérations de cotisations sociales, à la fois patronales et salariales.
Toutefois, des prélèvements sociaux au taux de 20 % s'appliquent sur 97 % des sommes versées au titre de la participation, de l'intéressement et de l'abondement aux plans d'épargne salariale ; ces prélèvements sociaux sont extraits au début de la période de blocage, dans le cas de la participation et de l'abondement, et au moment du versement, dans le cas de l'intéressement. 
Concernant la participation et les plans d'épargne, des prélèvements sociaux au taux de 15,5 % s'appliquent à la sortie sur les gains et plus-values réalisés (mais pas sur le principal, car cela reviendrait à assujettir deux fois ces sommes aux prélèvements sociaux). Cela est également applicable lorsque le salarié fait jouer un cas de déblocage anticipé.
Concernant l'abondement au PERCO, une cotisation patronale au taux de 8,2 % s'applique sur la tranche d'abondement supérieure à 2 300 euros par an et par salarié ; cette contribution alimente le Fonds de réserve des retraites.
Les exonérations de cotisations sociales ne sont donc pas totales, mais les prélèvements restent très inférieurs à ce qu'ils seraient si ces sommes étaient versées sous forme de salaire, et surtout, hormis le prélèvement de 8,2 % sur l'abondement du PERCO, aucun prélèvement n'est à la charge de l'employeur. On comprend donc tout l'intérêt des entreprises pour ces dispositifs.

### Exonérations d'impôt
Les exonérations fiscales profitent également aux salariés et aux entreprises.
Le salarié est exonéré d'impôt sur le revenu lorsqu'il perçoit les sommes issues de la participation et des plans d'épargne salariale. Seuls des prélèvements sociaux au taux de 15,5 %, mentionnés ci-dessus, s'appliquent s'il y a une plus-value. Cela est également applicable lorsque le salarié fait jouer un cas de déblocage anticipé. 
Dans le cas du PERCO, si le bénéficiaire choisit la sortie en rente viagère, celle-ci est soumise à l'impôt sur le revenu à un taux qui dépend de l'âge du bénéficiaire lors de l'entrée en jouissance de la rente (si le bénéficiaire choisit le versement en capital, c'est le régime normal qui s'applique : il est exonéré d'impôt hormis les prélèvements sociaux de 15,5 % sur les gains et plus-values).
L'intéressement est assujetti à l'impôt sur le revenu, si le bénéficiaire choisit de le percevoir immédiatement. S'il a accès à un plan d'épargne salariale, il peut aussi choisir d'y placer sa prime d'intéressement : s'il procède à ce versement dans les quinze jours, il est alors exonéré d'impôt.
Pour les entreprises, toutes les sommes versées au titre de la participation, de l'intéressement et de l'abondement aux plans d'épargne d'entreprise sont fiscalement neutres : elles sont admises en déduction du bénéfice pour l'assiette de l'impôt sur les sociétés.

## Finance solidaire
Les placements solidaires d'épargne salariale doivent, selon la loi de 2001, consacrer de 5 à 10 % de leurs encours au financement d'entreprises solidaire. 
Par « entreprise solidaire », la loi entend ou bien une entreprise employant au moins 30 % de personnes auparavant en difficulté d'insertion, ou bien une entreprise appartenant à l'économie sociale et solidaire (association, coopérative, mutuelle, institution de prévoyance ou entreprise ayant une forme de gouvernance participative) et dans laquelle l'échelle des salaires est réduite. Leur encours était en 2003 de 136 millions d'euros.
Les organismes dont l'actif est composé pour au moins 35 % de titres émis par des entreprises solidaires ou les établissements de crédit, dont 80 % de l'ensemble des prêts et des investissements sont effectués en faveur des entreprises solidaires sont assimilés à ces entreprises solidaires.

## Dividende du travail
Créé par la loi pour le développement de la participation et de l'actionnariat salarié (publiée au Journal Officiel du 31 décembre 2006), le dividende du travail est un versement qui peut prendre plusieurs formes : versement supplémentaire d'intéressement ou de participation (dans la limite collective de 20 % de la masse salariale) ; l'affectation des droits inscrits sur un compte épargne-temps (CET) vers un plan d'épargne-entreprise (PEE) ou un plan d'épargne-retraite collective (PERCO) ; attribution gratuite d'actions dans la limite de 7,5 % du plafond annuel de la Sécurité sociale,.

## Controverses sur l'épargne salariale
L'épargne salariale, bloquée 5 ans, n'est soumise ni à cotisations sociales ni à l'impôt sur le revenu, mais seulement à la contribution sociale généralisée (CSG) et à la contribution pour le remboursement de la dette sociale (CRDS), lors du versement. Cet avantage est évidemment un manque à gagner en recettes de la Sécurité Sociale, notamment pour les caisses de retraite. En effet, ce manque à gagner n'est pas compensé par l'État, contrairement aux autres exonérations de cotisations sociales. L'épargne salariale est donc accusée de nuire aux mécanismes socialisés de protection sociale. 
Certains estiment que les entreprises ont tendance à remplacer les augmentations de salaire par le versement de ces primes de participation et d'intéressement (effet de substitution) ; pour eux, c'est une régression sociale car, contrairement au salaire qui représente une garantie pour le salarié - il est versé tous les mois et son montant est connu à l'avance -, le versement de primes de participation et d'intéressement est par nature aléatoire : il dépend des résultats enregistrés par les entreprises l'année précédente. Cela revient à faire supporter par les salariés une partie des risques qui devraient en principe incomber aux seuls actionnaires, détenteurs de l'entreprise.
L'année 2005 a été marquée par de nombreux conflits sociaux liés à la trop faible augmentation des salaires. Pour tenter d'apporter une réponse à cette préoccupation de la baisse du pouvoir d'achat, l'État encourage les syndicats et le patronat à négocier des hausses de salaires, mais il ne peut les contraindre à conclure un accord. En revanche, en mettant en place des dispositifs conjoncturels d'épargne salariale, toujours exonérés de cotisations sociales, il compte sur un fort effet incitatif dû à ces nouvelles exonérations de cotisations. Plusieurs dispositifs conjoncturels ont ainsi vu le jour ces dernières années : déblocages exceptionnels de 2004 et 2005, prime exceptionnelle d'intéressement, auquel on peut rajouter le "bonus" de 1 000 euros maximum par salarié créé à la fin 2005.
Pour certains, ces pratiques sont dommageables car non seulement l'État incite les entreprises à la substitution de l'épargne salariale aux hausses de salaire, mais ces dispositifs conjoncturels sont principalement mis en place dans les grandes entreprises, où les dispositifs d'épargne salariale sont déjà bien implantés, ce qui accroît les inégalités entre les salariés des PME et ceux des grandes entreprises.
De manière plus globale, il y a une inflation législative concernant l'épargne salariale. Récemment, trop de lois ont modifié les dispositifs, les rendant encore plus complexes, d'autant que les objectifs recherchés sont multiples et contradictoires : incitation à épargner pour la retraite, déblocages en vue d'augmenter la consommation, recherche de stabilité du capital des entreprises françaises…
Une des limites de l'épargne salariale vient également du fait qu'elle augmente le risque pour les salariés de l'entreprise en cas de faillite de l'entreprise : si l'épargne salariale a été investie en actions de l'entreprise, le salarié perd à la fois son emploi et son épargne. En outre, les salariés ne peuvent pas profiter de la réduction du risque permise par la diversification sur les marchés financiers. Finalement, pour les économistes Augustin Landier et David Thesmar, « l'actionnariat salarié conduit très souvent les revenus des salariés plus vulnérables aux résultats de leur entreprise, leur faisant prendre ainsi un risque dont ils sont normalement protégés. »

## Épargne salariale pour les travailleurs indépendants
Au regard des travailleurs indépendants, l'épargne salariale peut rendre le statut de salarié plus attractif que les statuts de commerçant, profession libérale, gérant de société (régimes fiscaux BNC et BIC).
Si l'on compare le coût global en cotisations sociales et en impôts, sur la base du chiffre d'affaires affecté à la rémunération (hors achats de marchandises), on constate que :
- les statuts BNC et BIC ont moitié moins de cotisations sociales (~25 %) que le statut de salarié (~50 %), qui cumule les cotisations salariales et patronales, mais ont aussi bien sûr moins de prestations sociales et de garanties ;
- la progressivité de l'impôt sur le revenu absorbe une part de l'économie réalisée (~20 %), tandis que le salarié bénéficie de décotes (~10 %), sans influence sur les prestations sociales.

À ce stade, le revenu net après impôts des statuts BNC et BIC (~55 %) reste plus avantageux que celui du salarié (~40 %).
Mais une rémunération en salaire avec une part significative d'épargne salariale (~25 %) constitue un excellent compromis.
Par exemple : salaire brut 50 %, épargne salariale 25 %, cotisations patronales 20 % et frais de structure 5 %.
Le taux de rémunération net après impôts est alors supérieur à 50 % (dont 10 % à 20 % bloqué 5 ans), soit l'équivalent des statuts BNC et BIC.
Ce dispositif peut être mis en place au sein de structures coopératives, dont le fonctionnement administratif peut être sous-traité, et qui laisse leur autonomie aux salariés-associés dans l'exercice de leur activité. Il s'apparente au portage salarial, mais avec une responsabilité collective des salariés-associés (au moins deux, dont un gérant élu qui bénéficie des mêmes droits, y compris l'assurance chômage).